# Hypercompe persola
Hypercompe persola är en fjärilsart som beskrevs av Heinrich Benno Möschler 1886. Hypercompe persola ingår i släktet Hypercompe och familjen björnspinnare. Inga underarter finns listade i Catalogue of Life.

## Bildgalleri

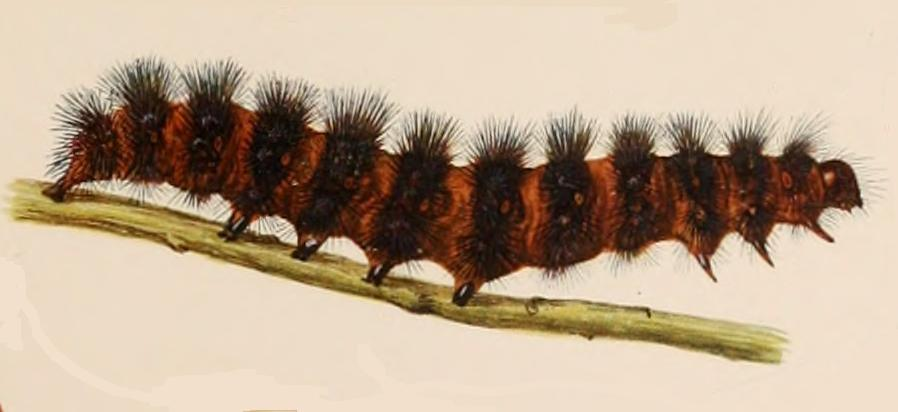